# Willich (Familienname)
Willich ist ein deutscher Familienname.

## Namensträger
- August Willich (1810–1878), deutscher Aufständischer und amerikanischer General
- Cäsar Willich (1825–1886), deutscher Maler
- Carl Theodor Willich (* 1886), Professor für Chirurgie
- Christian Willich (Offizier) (auch Christian Willig; 1572–1646), deutscher Offizier und Stadtkommandant
- Christian Friedrich Willich (Fritz Willich; 1883–1967), deutscher Generalleutnant
- Christian Ludwig Willich (1718–1773), deutscher Mediziner und Botaniker
- Cissy Willich (1888–1970), deutsche Lehrerin und Autorin
- Eberhard Willich (1919–2020), deutscher Kinderradiologe
- Ehrenfried von Willich (Prediger) (1777–1807), deutscher evangelischer Feldprediger
- Ehrenfried von Willich (Jurist) (1807–1880), deutscher Jurist
- Friedrich Justus Willich (1789–1853), deutscher Jurist und Politiker
- Friedrich von Willich (1842–1918), preußischer Generalleutnant
- Friedrich Willich (Politiker) (1846–1917), deutscher Regierungsbeamter im Großherzogtum Oldenburg
- Georg Wilhelm von Willich (1718–1792), deutscher Richter
- Hans Willich (1869–1943), deutscher Architekturhistoriker
- Heinrich Christoph von Willich (1759–1827), deutscher Pfarrer
- Hellmut Willich (1895–1968), deutscher SS-Führer und Polizeigeneral, zuletzt SS-Brigadeführer und Generalmajor der Polizei
- Hugo Willich (1859–??), deutscher Musiker und Autor
- Jodocus Willich (eigentlich Wilcke; 1501–1552), deutscher Universalgelehrter
- Karl von Willich gen. von Pöllnitz (1802–1875), deutscher Gutsbesitzer und Politiker
- Kurt von Willich (1860–1903), deutscher Gutsbesitzer und Verwaltungsjurist
- Martin Willich (Pastor) (1583–1633), deutscher lutherischer Theologe und Pastor
- Martin Willich (Mediziner) (Martinus Willichius; Martin Wilichius), deutscher Arzt und Kurfürstlich Brandenburgischer Leibarzt
- Martin Willich (Politiker) (* 1945), deutscher Politiker (CDU)
- Moritz von Willich (1750–1810), deutscher Arzt
- Philipp Georg von Willich (1720–1787), deutscher Pfarrer
- Quirin op dem Veld von Willich († 1537), Weihbischof in Köln
- Stefan Willich (* 1959), deutscher Arzt, Dirigent und Hochschullehrer
- Wilhelm von Willich (1797–1875), preußischer Generalmajor
- Wilhelm von Willich gen. von Pöllnitz (1807–1887), deutscher Verwaltungsbeamter und Politiker